# Leptipsius
Leptipsius (лат. ) — род жуков из семейства монотомиды (ризофагиды). Канада, США, Мексика.

## Описание
Мелкие жуки длиной около 3 мм. Форма тела узкая, вытянутая. Надкрылья с 8 пунктированными рядами. Основная окраска тела красновато-коричневая. Усики десятичлениковые. Надкрылья укороченные у вершины. Ноги короткие, коготки простые. Формула лапок 5-5-5 у самок и 5-5-4 у самцов. Взрослые особи собираются под корой деревьев. Сходен с родами Monotomopsis и Tarunius.
- Leptipsius brevicornis (Sharp, 1900)
- Leptipsius crassus Sharp, 1900
- Leptipsius dilutus Casey, 1916
- Leptipsius eumorphus Sharp, 1900
- Leptipsius imberbis Bousquet, 2003[3]
- Leptipsius striatus LeConte, 1858